# Bernard Laurance
Pour les articles homonymes, voir Laurance.
Bernard Laurance est l'auteur du blog culinaire lacuisinedebernard.com, de plusieurs ouvrages, chez Flammarion depuis 2014 et chez Solar en 2020. Il a aussi participé à divers ouvrages culinaires, émissions de télévision et a eu ses propres émissions sur la chaine à thématique culinaire de Canal+ : Cuisine+. Il se considère comme un amoureux des traditions du monde, et a fait du craquage de recettes secrètes, l'une de ses spécialités,.

## Biographie
Bernard Laurance est né à Paris en 1978. Il développe très tôt le goût pour la cuisine et ambitionne d'écrire des livres dès l'adolescence. Il ne choisit pourtant pas cette voie et s'engage en tant que Steward chez Air France en 2000. Ses nombreux voyages l'amènent à découvrir la cuisine authentique du monde entier. À la suite du crash de Rio en 2009, Bernard souhaite se lancer dans le rêve qu'il a, et mûrit le projet d'un blog de cuisine.

## Le blog lacuisinedebernard.com
Bernard commence son blog en janvier 2010 dans un ton didactique, avec de nombreuses photos pour illustrer les pas à pas. Son blog comporte à ce jour, plus de 1000 recettes. C'est grâce à celui-ci qu'il est repéré par Flammarion en 2013 avec qui il collabore par la suite  pour de nombreux ouvrages. C'est aujourd'hui un blog de référence, avec plus de 30.000 photos, des recettes, reportages, voyages culinaires et interviews.

## Livres de cuisine
Après 4 ans de blog, Bernard Laurance publie son premier livre en mars 2014. Ce premier ouvrage est un succès commercial et il enchaine ensuite les projets. 
- Mes desserts, Un tour du monde en plus de 110 recettes sucrées, Flammarion mars 2014, 288 pages
- Mon grain de sel, Un tour du monde en plus de 150 recettes salées, Flammarion mars 2015, 288 pages
- Je n'en ferai qu'une bouchée, Tour du monde de recettes à picorer, Flammarion mai 2016, 188 pages
- Végéterrien, Mon tour du monde en plus de 115 recettes végétariennes, salées et sucrées, Flammarion octobre 2017, 288 pages
- Je fais mon chocolat maison, Guide théorique et pratique du chocolat domestique, Solar mars 2020, 166 pages, Préface de Christophe Michalak[8]
- Scandaleusement Décadent, Divines recettes de pâtisseries au summum de la gourmandise, Flammarion novembre 2020, 288 pages

## Participation à divers ouvrages
Parallèlement à ses propres ouvrages, Bernard participe à d'autres revues ou magazines. Sa première recette publiée sur papier est dans la revue 180°C en 2013. 
- 180°C #1 Printemps/été 2013, Bernard, craqueur de recettes : les Pastéis de nata
- 180°C #2 Automne/hiver 2013-2014, Bernard, craqueur de recettes : le Scofa
- 180°C #3 Printemps/été 2014, Bernard, craqueur de recettes : les merveilleux

À la suite de l'une de ses interviews dans l'émission "On va déguster" de François Régis Gaudry, l'un de ses recettes, l'Assassin, un gâteau au chocolat et caramel, est reprise dans le livre du même nom.
- On va déguster, François Régis Gaudry, Marabout, novembre 2015

## Émissions de télévision
Depuis la création de son blog, Bernard est sollicité pour participer à divers émissions de télévision. En 2014, il rejoint la chaîne Cuisine+ pour sa propre émission "Les desserts de Bernard" pour deux saisons jusqu'à la fermeture de la chaîne.
- Les desserts de Bernard, Cuisine+, 2 saisons, 20 émissions de 26 minutes.

On peut le voir apparaitre à la télévision à l'occasion des sorties de ses livres. Il est par exemple deux fois l'invité des 5 dernières minutes d'Élise Lucet en 2014 et 2015  dans le Journal de 13h.

## Ateliers de cuisine
Bernard donne des cours de cuisine depuis 2011 et a fait l'acquisition de son propre atelier aux Lilas en 2016 dans lequel il a réuni à ce jour toutes ses activités : blog, cours, rédactions des livres.

## Récompenses
- Golden Blog awards du meilleur blog culinaire en novembre 2010. La première année de son blog, Bernard gagne le prix du meilleur blog de cuisine de l'année 2010 lors des Golden Blog Awards, remis par la Mairie de Paris.
- Premier prix du public au salon du livre de Cordes sur Ciel[11] en 2015[11] pour ses livres Mes desserts et Mon grain de sel.
- Personnalité de l'année 2010 de Brest par Ouest France[12]